# 赫拉多·马蒂诺
赫拉多·丹尼尔·马蒂诺（Gerardo Daniel Martino，1962年11月20日—），阿根廷足球教練，球員時代曾為中場球員。
马蒂诺為羅薩里奧人，職業生涯主要效力家鄉球隊紐維爾舊生，共有505次上陣紀綠，為隊史出場第四多的球員。

## 外部連結
- 赫拉多·马蒂诺在 National-Football-Teams.com 上的出场纪录 （英文）
- 職業生涯資料 （页面存档备份，存于） BDFA  （英文）
- Transfermarkt檔案 （英文）